# Yapraklı-Talsperre
Die Yapraklı-Talsperre (türkisch Yapraklı Barajı) ist ein Erdschüttdamm am Horzum Çayı, dem Oberlauf des Dalaman Çayı, in der Provinz Burdur im Südwesten der Türkei.
Die Talsperre liegt 18 km südlich der Kreisstadt Gölhisar. Sie wurde in den Jahren 1985–1991 errichtet.
Das Absperrbauwerk ist ein 52,5 m hoher (über Talsohle) Erdschüttdamm.
Das Dammvolumen beträgt 1,631 Mio. m³. 
Die Yapraklı-Talsperre dient der Bewässerung von 7663 ha.
Der Stausee bedeckt bei Normalziel eine Fläche von 6,5 km². Das Speichervolumen liegt bei 124,9 Mio. m³.